# Абак (сметало)
Вижте пояснителната страница за други значения на Абак.
Абак (сметало) (на латински: abacus – дъска) е дъска за смятане използвана за аритметични изчисления приблизително от V век преди новата ера в Древна Гърция, Рим и Китай.
Дъската на абака е разделена чрез линии на канали, като пресмятането се извършва с помощта на поставени в тях камъчета или подобни предмети (на латински calculi).

## Начин на използване
Камъчетата върху една и съща линия отговарят на числа от един и същи разряд. Така например при десетичната система в една линия има десет камъчета. При това една цяла линия от десет камъчета се замества от едно камъче от следващата линия, която е следващият по-голям разряд. При обикновения абак могат да се извършват действията събиране и изваждане. 

## Развитието на абака през годините

### Вавилон и Египет
Предполага се, че това сметало се е появило първо във Вавилон 3000 години преди новата ера. По-късно през V век преди новата ера се използва в Египет като вместо линии и канали се използват пръчки и конци, на които са нанизани камъчета.

### Древна Индия
От Индия, която го използва, абакът става достояние на арабите.

### Западна Европа
Чрез западните араби абакът попада в Испания и оттам във Франция и получава разпространение в цяла Европа. В Европа се използва до 18 век. Тогава се появяват и привържениците на алгоритмичните методи за изчисления.

### Далечния изток
В Азия се разпространява китайският и японският аналог на абака (съответно суанпан и соробан). Конструкциите им са аналогични, макар че японският вариант е по-икономичен. В двата варианта има системи от алгоритми, които позволяват да се извършват чисто механически четирите аритметични действия и даже да се изваждат квадратни и кубични корени.
Японският абак (соробан) съществува и представлява част от задължителното училищно обучение. В Япония и страните, които имат голяма японска диаспора, той се използва за спорт и развлечение.

### Русия
Десетичният абак се появява в Русия през XV – XVI век и се използва активно в търговията до края на XX век. Една от разликите е наличието на ред, служещ за пресмятане в четвъртини.